# 割出駅

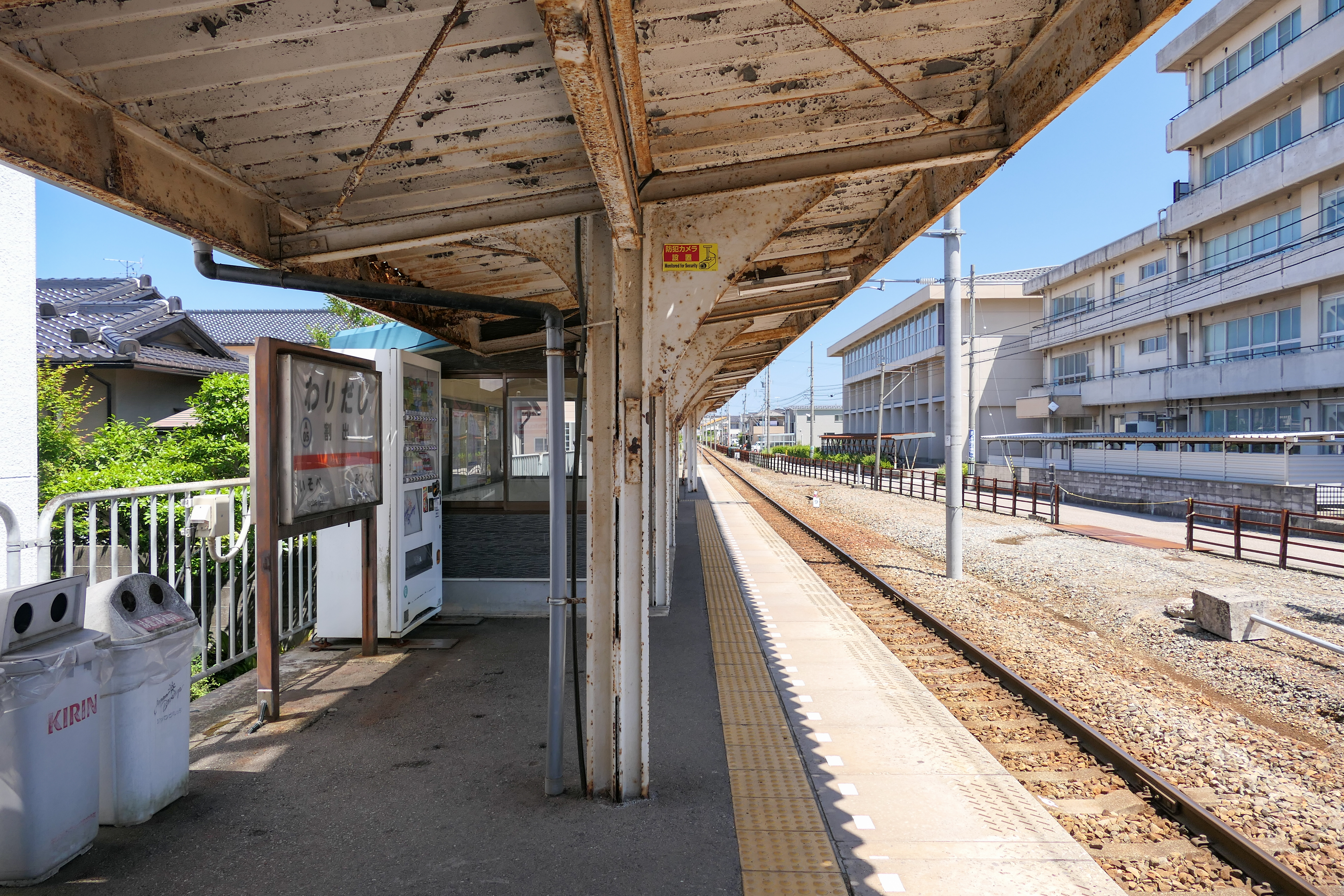
ホーム（2023年6月）

割出駅（わりだしえき）は、石川県金沢市諸江町にある北陸鉄道浅野川線の駅である。駅番号はA05。
当駅は、日本国内すべての駅を五十音順に並べたとき最後になる。

## 歴史
- 1925年（大正14年）5月10日：浅野川電気鉄道の割出駅として開業[3]。
- 1945年（昭和20年）10月1日：北陸鉄道が浅野川電気鉄道を合併したことに伴い、同社の浅野川線の駅となる[4]。
- 1971年（昭和46年）4月1日：駅業務を委託化。
- 1974年（昭和49年）11月26日：交換設備を撤去。
- 2025年（令和7年）4月25日：浅野川線開業100周年事業の一環として割出駅の駅名標等を更新「割出 50音順、全国最後の駅」となり、同時に副駅名「浅野川中学校前」を表記する[5]。

## 駅構造
単式ホーム1面1線を有する地上駅。かつては交換設備を有していたが1974年に撤去された。ホームの端に駅舎が設置され、窓口がある。
1971年に業務委託駅となった。駅員の配置は平日の朝夕のラッシュ時のみとなっている。

## 利用状況
1日の平均乗降人員は以下の通りである。
| 1日乗降人員推移 | 1日乗降人員推移 |
| 年度            | 1日平均人数     |
| --------------- | --------------- |
| 2011年          | 360             |
| 2012年          | 341             |
| 2013年          | 376             |
| 2014年          | 358             |
| 2015年          | 378             |
| 2016年          | 379             |
| 2017年          | 399             |
| 2018年          | 415             |
| 2019年          | 478             |

## 駅周辺
- 金沢市立浅野川中学校
- 浅野川
- 松寺橋
- 北陸自動車道
- 国道8号

## 隣の駅
北陸鉄道
■浅野川線
磯部駅 (A04) - 割出駅 (A05) - 三口駅 (A06)